# Shantideva

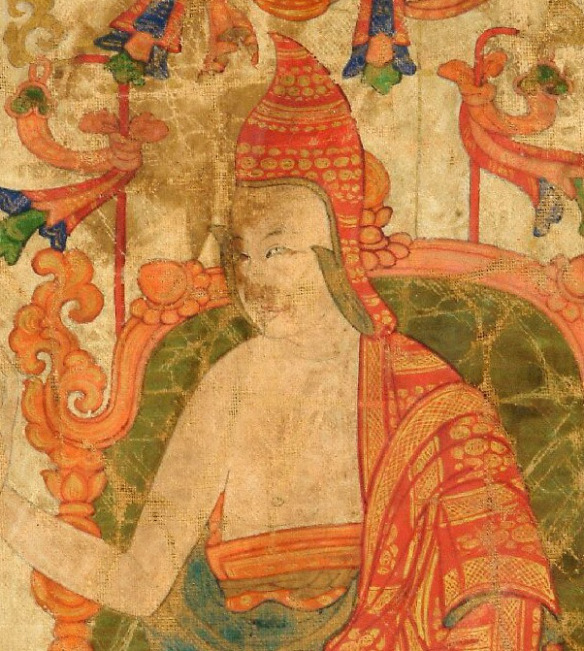
Shantideva

Shantideva (sànscrit: Śāntideva) va ser un filòsof indi, monjo budista, poeta i erudit del segle VIII al mahavihara de Nalanda. Va ser un partidari de la filosofia Mādhyamaka de Nagarjuna.
També es considera un dels 84 mahasiddhes i és conegut com Bhusuku.

## Biografia
El Zhansi Lun del Mādhyamaka d'Àsia oriental identifica dos individus diferents amb el nom de "Shantideva": el fundador de l'Avaivartika Sangha al segle VI dC i un Shantideva posterior que va estudiar a Nalanda al segle VIII dC i sembla ser la font de les biografies tibetanes. Els descobriments arqueològics avalen aquesta tesi. Dues fonts tibetanes de la vida de Shantideva són els historiadors Buton Rinchen Drub i Tāranātha. Investigacions recents han tret a la llum una breu vida en sànscrit de Shantideva en un manuscrit nepalès del segle XIV.
Shantideva va néixer a la regió de Saurastra (a l'actual Gujarat, Índia), fill del rei Kalyanavarman, i es va anomenar Śantivarman.
Segons Pema Chödrön, "Shantideva no agradava gaire a Nalanda".
| « | Pel que sembla, era d'aquelles persones que no es presentava a res, mai no estudiava ni venia a les sessions d'entrenament. Els seus companys monjos van dir que les seves tres "realitzacions" eren menjar, dormir i cagar. | » |

Després de ser convidat a donar una xerrada a la universitat de Nalanda, Shantideva va escriure la seva obra Bodhicaryavatara (El camí del bodhisattva).

## Obres

### Śikṣāsamuccaya
El Śikṣāsamuccaya ("Antologia d'entrenament") és una obra en prosa en dinou capítols. Està organitzat com un comentari de vint-i-set versos mnemotècnics breus coneguts com el Śikṣāsamuccaya Kārikā. Consisteix principalment en cites (de longitud variable) de sutres, textos autoritzats considerats com la paraula de Buda, generalment aquells sutres associats a la tradició Mahayana, inclòs el Samadhiraja Sutra.

### Bodhicaryavatara
Shantideva és especialment conegut com l'autor del Bodhisattvacaryāvatāra o Bodhicaryavatara (el camí del bodhisattva). És un poema llarg que descriu el procés d'il·luminació des del primer pensament fins a la plena budeïtat i encara avui és estudiat per les escoles budistes Mahayana i Vajrayana.
L'any 1994 es va imprimir una introducció i un comentari sobre el Bodhisattvacaryāvatāra del 14è Dalai Lama anomenat A Flash of Lightning in the Dark of Night. El Dalai Lama va oferir un comentari sobre el capítol de la paciència a Healing Anger (1997), i els seus comentaris sobre el capítol de la saviesa es poden trobar a Practicing Wisdom (2004). Kunzang Palden ha escrit un comentari basat en l'escrit per Patrul Rinpoche, traduït pel grup de traducció de Padmakara. Patrul Rinpoche va ser un monjo errant de gran erudició, que va dedicar la seva vida a la propagació del Bodhisattvacaryāvatāra.

## Concepcions filosòfiques

### Identitat personal i lliure albir
Seguint el Buda, Shantideva va comprendre que el jo és una il·lusió. També discuteix el problema del lliure albir al Bodhicaryāvatāra, escrivint que "qualsevol transgressió (aparādha) i accions vils (pāpa) que hi hagi, totes sorgeixen pel poder dels factors condicionants, mentre que no hi ha res que sorgeixi de manera independent".

### Visions ètiques
D'acord amb les seves opinions sobre la identitat personal i la naturalesa del jo, Shantideva va escriure que cal "aturar tot el dolor i el sofriment present i futur de tots els éssers sensibles, i provocar tot el plaer i la felicitat presents i futurs".
La seva base per preferir l'altruisme a l'egoisme va ser que "el continu de la consciència, com una cua, i la combinació de components, com un exèrcit, no són reals. La persona que experimenta sofriment no existeix". De la mateixa manera, es pregunta: "quan la felicitat és estimada per a mi i per als altres per igual, què hi ha de tan especial que jo lluito per la felicitat només per a mi?".